# Acanthophyllum pungens
Acanthophyllum pungens là loài thực vật có hoa thuộc họ Cẩm chướng. Loài này được (Bunge) Boiss. mô tả khoa học đầu tiên năm 1867.